# Mark Boal
Mark Boal, ameriški novinar, scenarist in filmski producent, * 1973, New York, New York, ZDA.
Boal je najbolj poznan po filmu Bombna misija (2009), h kateremu je prispeval scenarij. Napisal ga je na podlagi lastnih izkušenj vojnega poročevalca v Iraku. Za scenarij so ga nagradili z oskarjem za najboljši izvirni scenarij, film pa je osvojil še oskarja za najboljši film.

## Zgodnje življenje
Boal se je rodil leta 1973 v New Yorku. Obiskoval je srednjo šolo Bronx High School of Science, na kateri se je uspešno udejstvoval kot član šolske ekipe v debatiranju. Svoj dodiplomski študij je končal leta 1995 na Kolidžu Oberlin.

## Kariera
Sprva je deloval kot svobodni novinar in scenarist. Pisal je za različne revije, med drugim The Village Voice, Rolling Stone in Playboy.
Leta 2004 je v Playboyu objavil članek »Death and Dishonor,« ki govori o umoru vojnega veterana Richarda T. Davisa po njegovi vrnitvi v ZDA. Članek je pritegnil pozornost scenarista in režiserja Paula Haggisa, ki je zgodbo predelal v scenarij za film V dolini smrti. Haggis je pri filmu prevzel tudi vlogo režiserja, skupaj z Boalom pa sta prevzela zasluge za zgodbo. 
Boala so leta 2004 skupaj z ameriškimi četami in bombnimi oddelki odposlali v Irak, za časa trajanja iraške vojne. O naredniku Jeffreyju S. Sarverju, enem od bombnih strokovnjakov, je napisal članek »The Man in the Bomb Suit« in ga septembra 2005 objavil v reviji Playboy.
Pri tem se ni ustavil in je na podlagi svojih opazovanj in intervjujev ustvaril izviren scenarij z naslovom Bombna misija. Ko so film snemali v Iraku leta 2009, se je Boal angažiral še kot producent. Film prikazuje dogajanje okoli elitnega vojaškega bombnega oddelka. Režijo je prevzela Kathryn Bigelow, Boalova poslovna partnerka in soproducentka.
Marca 2010 je pet dni pred podelitvijo oskarjev narednik Sarver javnosti naznanil tožbo proti producentom filma Bombna misija, ker naj bi Boal osrednji lik in »praktično vse prizore« ukradel od njega in dogodkov, ki so se mu pripetili. Sarver je celo izjavil, da je izraz bombna misija njegov izum. 
Tiskovni predstavnik producentske ekipe je obtožbe zavrnil in ponovil, da je scenarij izmišljen.  Pojasnil je tudi, da izraz bombna misija datira nazaj v leto 1966, v čas vietnamske vojne. Izraz oziroma frazo naj bi tako vojaki uporabljali že desetletja. 

## Filmografija
- V dolini smrti (2007), scenarij po svoji in Boalovi zgodbi prispeval Paul Haggis[2]
- Bombna misija (2009), scenarist in producent

## Nagrade
- Bombna misija (2009) - oskar za najboljši izvirni scenarij
- Bombna misija (2009) - oskar za najboljši film
- Bombna misija (2009) - bafta za najboljši izvirni scenarij
- Bombna misija (2009) - nagrada združenja Writers Guild of America za najboljši izvirni scenarij
- Bombna misija (2009) - nagrada Chicago Film Critics Association Award za najboljši izvirni scenarij
- Bombna misija (2009) - nagrada za scenarij na Mednarodnem filmskem festivalu Nantucket
- Bombna misija (2009) - nagrada Satellite Award za najboljši izvirni scenarij (nominacija)
- Bombna misija (2009) - zlati globus za najboljši scenarij (nominacija)